# Renée Béja
Pour les articles homonymes, voir Beja.
Renée Anne Béja est une artiste peintre et décoratrice de théâtre française d'origine grecque née à Thessalonique (Empire ottoman, aujourd'hui en Grèce) le 4 juillet 1905 et morte le 6 novembre 1979 dans le 15e arrondissement de Paris.

## Biographie
Le père de Renée Béja, Avram Béja (1863-1923), juif de Thessalonique, veuf de Filor Rey dont il a un fils, Mathieu Béja, se remarie avec Florence Dreyfus dont il a deux enfants, André (1902-1922) et Renée (1905-1979). Renée Béja est encore jeune enfant lorsque la famille vient s'établir en France, à Solliès-Pont où son père exerce le métier de minotier au moulin à farine, à l'emplacement actuel du Crédit agricole.
Dans les années 1930, Renée Béja est l'élève de Fernand Léger et elle épouse René Berco, prothésiste dentaire, pour s'installer dans la région parisienne. Entre 1935 et 1938, elle expose au Salon des Tuileries, y présentant essentiellement des Vues du Périgord, pour participer également en 1938 au Salon d'automne et au Salon des indépendants.
Durant la Seconde Guerre mondiale, Florence Beja-Dreyfus, Renée Béja et son mari René Berco, Mathieu Béja et son épouse Nadia, sont sauvés en étant cachés par Eugène Viès, cadre de la SNCF à Solliès-Pont, l'industriel Étienne Arnaud et le secrétaire de mairie les inscrivant sous un faux nom sur le registre des habitants, de sorte de leur donner droit aux tickets de ravitaillement. Une descente de la Gestapo fait toutefois que la famille Béja se doit de quitter Solliès-Pont pour Saint-Paul-Trois-Châteaux, toujours avec l'aide d'Eugène Viès et de son épouse Walda à qui l'Institut Yad Vashem a depuis décerné le titre de Justes parmi les nations.
Installée au 41, rue Blomet à Paris, Renée Béja va alors également travailler comme décoratrice pour le théâtre. Elle crée les décors, les costumes et les masques de la pièce Les Choéphores d'Eschyle, représentée dans le grand amphithéâtre de la Sorbonne en juin 1949, puis au palais des papes dans le cadre du Festival d'Avignon en juillet 1950.
Les œuvres de René Béjà, parmi lesquelles on relève des nus, des natures mortes, des scènes intimistes, des paysages de Provence, de Bretagne et de Paris, sont présentées ensuite au Salon du Gemmail à Tours, énonçant, comme chez sa consœur Andrée Bordeaux-Le Pecq, des expérimentations post-cubistes et abstraites, mais la rangeant aussi, avec Germaine Lacaze, Marguerite Bermond, Geneviève Gavrel et Guillemette Morand, parmi les héritières des peintres de la réalité poétique.
L'atelier de Renée Béja est dispersé à l'hôtel Drouot le 26 mars 1996 par Mes Pescheteau-Gadin, Godeau et Leroy, commissaires-priseurs à Paris.
La Fondation Taylor a créé un prix annuel portant le nom de Renée Béja.

## Expositions collectives
- Salon des Tuileries, Paris, 1935-1938.
- Salon d'automne, Paris, 1938.
- Salon des indépendants, Paris, 1938.
- Les peintres de l'atelier de Fernand Léger et de son assistante Nadia Khodossievitch, galerie Jeanne Bucher, Paris, juillet 1947[7].

## Collections publiques
- Centre national des arts plastiques, Les roulottes, aquarelle 45x62cm, vers 1936 (en dépôt à l'Assemblée nationale, Paris)[8].